# سیارک ۷۰۱

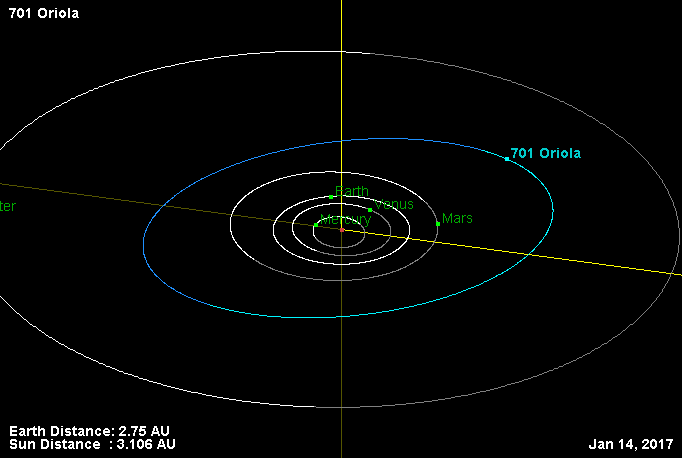
سیارک ۷۰۱

سیارک ۷۰۱ (به انگلیسی: 701 Oriola، نامگذاری:1910KN) هفتصد و یکمین سیارک کشف شده‌است که در ۱۲ ژوئیه ۱۹۱۰ و در هایدلبرگ کشف شد.
قدر مطلق سیارک برابر ۹٫۲۵ است.